# Иво Арнаудов
Иво Арнаудов е български художник и скулптор. Има редица самостоятелни изложби в България, Канада, САЩ. Живее и твори в Торонто, Канада. 
Завършва Националната художествена академия при проф. Крум Дамянов през 1997 г.
Автор е на статуетката награда в конкурса БГ Сайт.